# Cespedesia spathulata
Cespedesia spathulata är en tvåhjärtbladig växtart som först beskrevs av Hipólito Ruiz López och Pav., och fick sitt nu gällande namn av Planchon. Cespedesia spathulata ingår i släktet Cespedesia och familjen Ochnaceae. Inga underarter finns listade i Catalogue of Life.

## Bildgalleri

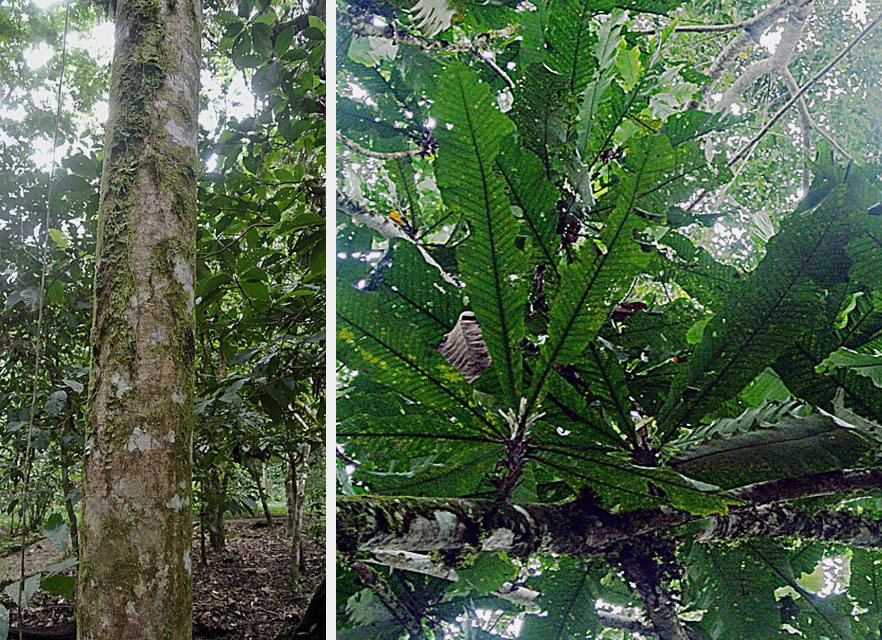